# 蔣顯
蔣顯（？—264年），零陵湘乡（今湖南湘乡）人，三国蜀汉大臣，蜀汉名臣蒋琬次子，蒋斌之弟。

## 生平
蔣顯，字号不详，蜀汉名臣蒋琬次子，颇有才学。官至蜀汉太子僕。
263年(曹魏景元四年；蜀漢景耀六年，炎興元年)，由於在成都的劉禪以向鄧艾投降，與兄長蒋斌到涪這個地方面見曹魏大将钟会，钟会待以交友之禮。隨钟会回到成都，兩兄弟同為亂兵所殺。

## 资料来源
- 《三国志·蜀书·蒋琬费祎姜维传第十四》：後主旣降鄧艾，斌詣會於涪，待以交友之禮。隨會至成都，為亂兵所殺。斌弟顯，為太子僕，會亦愛其才學，與斌同時死。